# Hòa Hội, Phú Hòa
Hòa Hội là một xã thuộc huyện Phú Hòa, tỉnh Phú Yên, Việt Nam.

## Địa lý
Xã Hòa Hội có diện tích 54,17 km², dân số năm 1999 là 3.310 người, mật độ dân số đạt 61 người/km².

## Hành chính
Xã Hòa Hội gồm 2 thôn và 1 buôn :
- Thôn Nhất Sơn
- Thôn Phong Hậu
- Buôn Hố Hầm